# Dorfkirche Lichtentanne

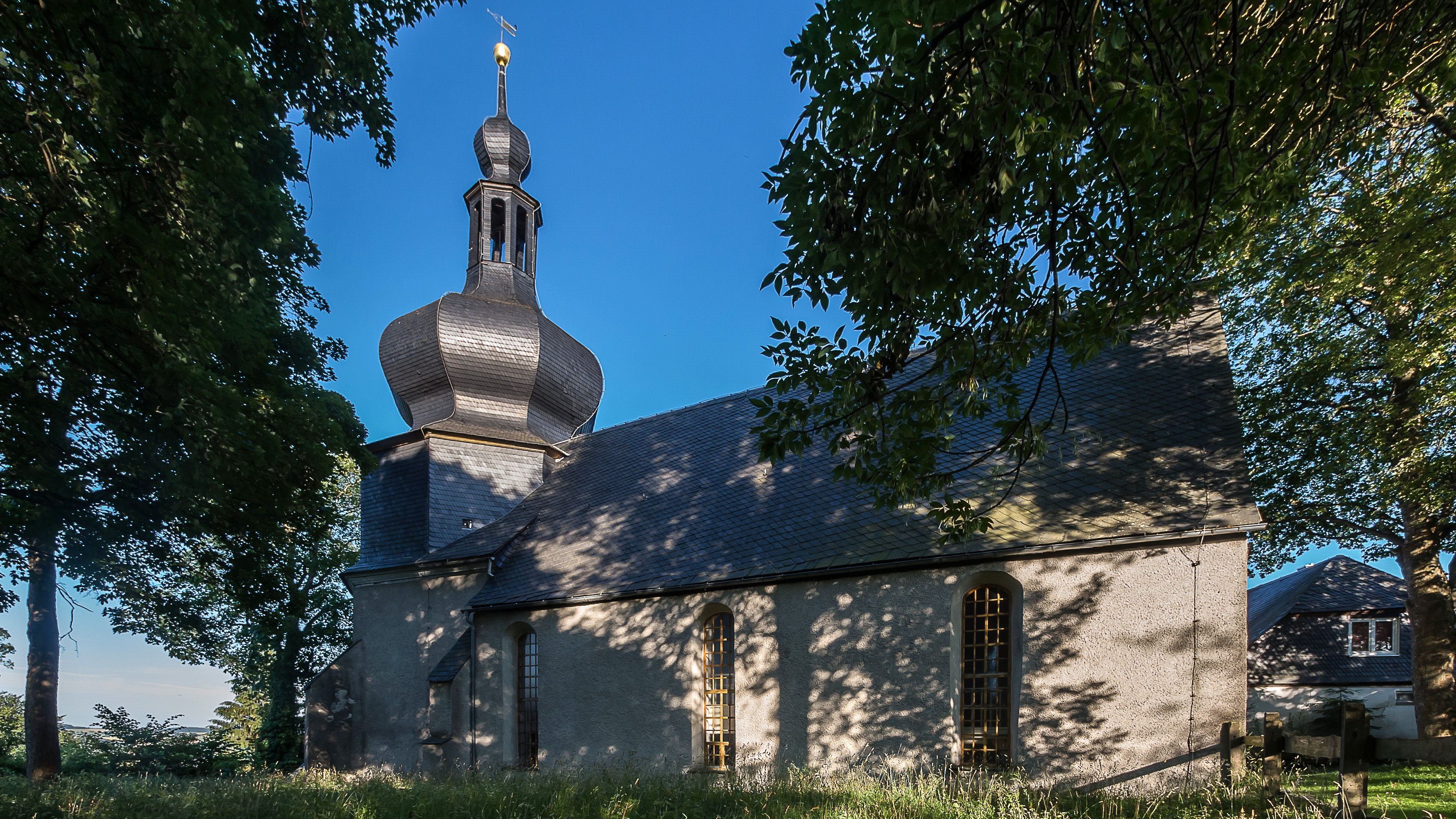
Dorfkirche Lichtentanne

Die evangelisch-lutherische, denkmalgeschützte Dorfkirche Lichtentanne steht am westlichen Rand, erhöht gelegen in Lichtentanne, einem Ortsteil von Probstzella in der Verwaltungsgemeinschaft Schiefergebirge im Landkreis Saalfeld-Rudolstadt in Thüringen. Die Kirchengemeinde Lichtentanne gehört zur Pfarrei Probstzella im Kirchenkreis Rudolstadt-Saalfeld der Evangelischen Kirche in Mitteldeutschland.

## Beschreibung
Die spätgotische Saalkirche wurde 1521 gebaut. Sie hat ein eingezogenes Joch mit polygonalem Abschluss im Nordosten, über dem sich der Chorturm erhebt. Das rechteckige Kirchenschiff in seiner heutigen Gestalt wurde 1734 geprägt, der Chorbereich blieb von der spätgotischen Anlage erhalten. Der Kirchturm erhielt einen neuen schiefergedeckten Aufsatz aus bauchiger Haube, offener Laterne und Turmkugel. 
Der Innenraum wurde barock umgestaltet. Das Langhaus ist mit einem schiefergedeckten Satteldach bedeckt. Unter der Flachdecke des Kirchenschiffs sind eingeschossige Emporen. Der Chor ist mit einem Kreuzgratgewölbe überspannt. Die Kanzel aus dem 17. Jahrhundert, um 1870 wurde sie restauriert, zeigt daher Formen der Renaissance. Aus einem Flügelaltar, entstanden um 1515, sind geschnitzte Statuen von Petrus, Paulus und Magdalena von Hans Gottwalt, einem Schüler von Tilman Riemenschneider, erhalten. Ein Relief mit der Beweinung Christi stammt nicht vom gleichen Altar. Die Orgel mit 11 Registern, verteilt auf 2 Manuale und Pedal, wurde 1872 von Friedrich Wilhelm Holland gebaut.
1850 und 1870 wurde die Kirche repariert sowie zuletzt 1987 renoviert.